# Andreas Fakudze
Andreas Fakudze (falecido em 2001) atuou como Primeiro-Ministro em exercício da Suazilândia (agora Eswatini) de 25 de outubro de 1993 a 4 de novembro de 1993.

## Biografia
Em 1993, o rei Mswati III o nomeou primeiro-ministro temporário a partir do momento da renúncia de Obed Dlamini, após as eleições parlamentares, e antes de o novo gabinete de Jameson Mbilini Dlamini tomar posse.